# Słupia pod Bralinem
Słupia pod Bralinem (deutsch Schlaupe) ist eine Ortschaft mit einem Schulzenamt der Landgemeinde Perzów im Powiat Kępiński der Woiwodschaft Großpolen in Polen.

## Geschichte

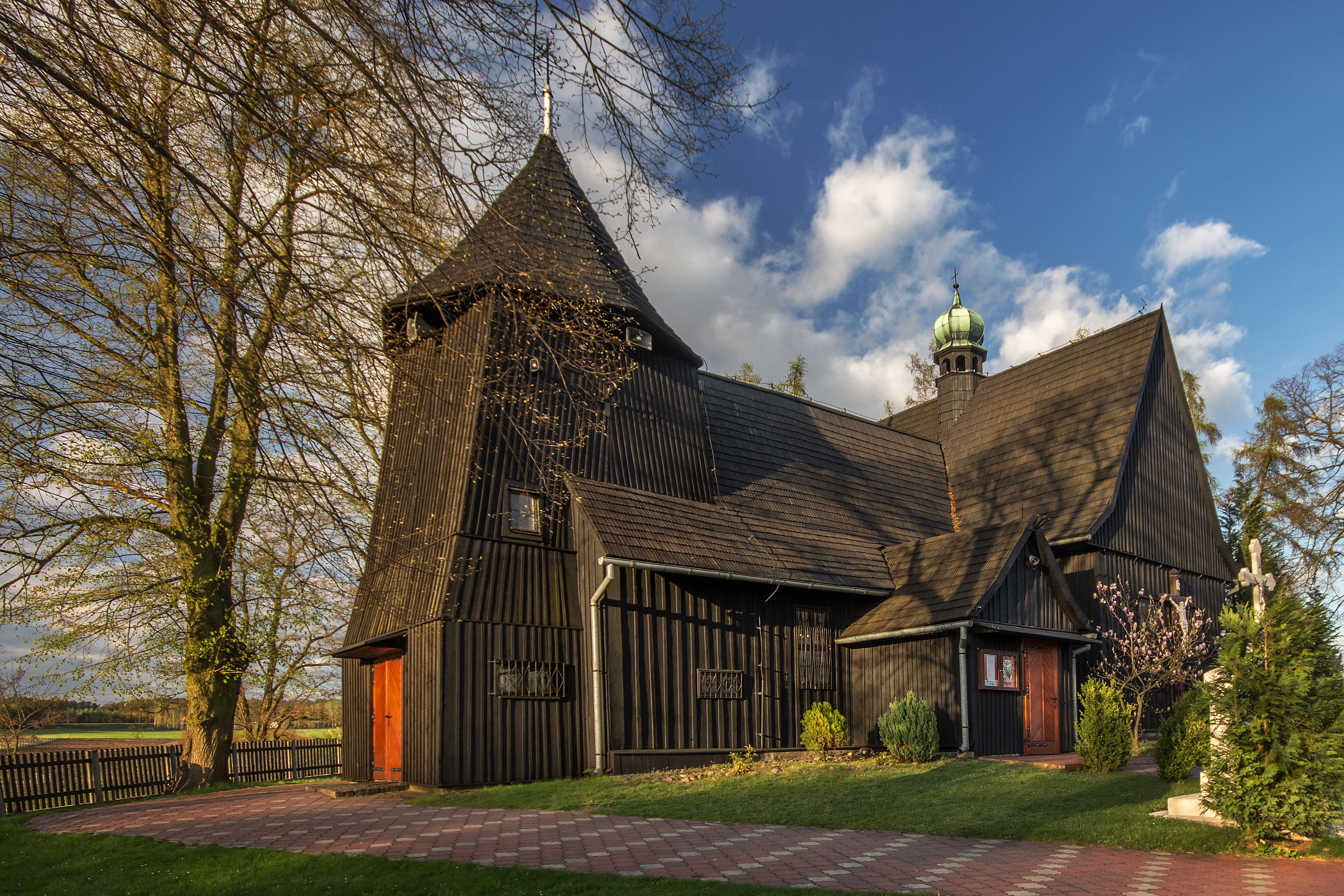
Römisch-katholische Holzkirche aus dem Jahr 1651

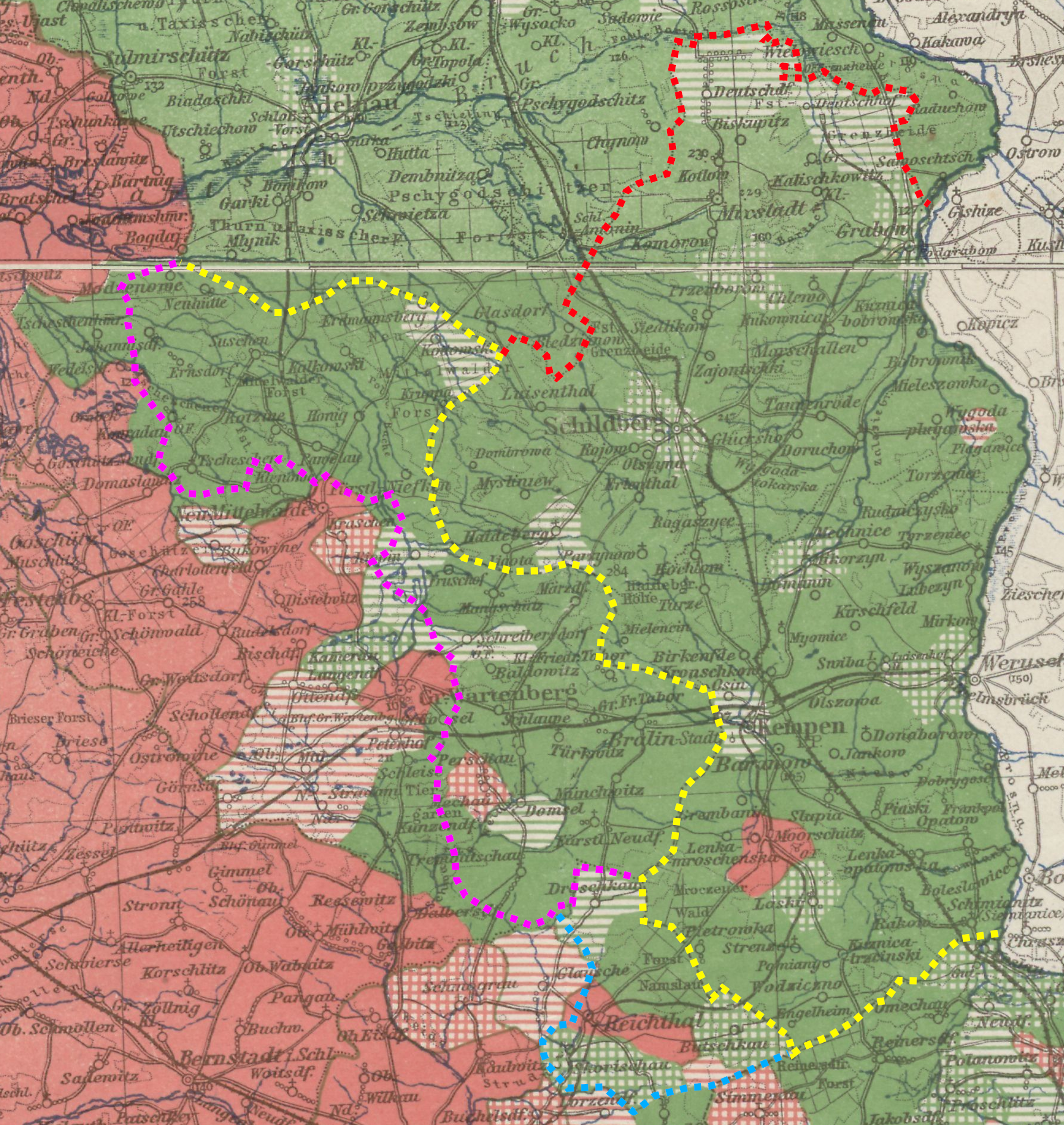
Sprachkarte aus dem Jahr 1910: Gelbe gestrichelte Linie: schlesisch-großpolnische Grenze, rosarote gestrichelte Linie: neue Grenze aus dem Jahr 1920

1285 wurde der Ort als Slup erstmals urkundlich erwähnt. Der Ortsname, ursprünglich Słup, ist vom femininen Appellativ słuṕ (nach A. Bańkowski rekonstruiert als *sъlupь : *sъ-lupiti = Baum von der Rinde abgeschält), abgeleitet. Ab dem 17. Jahrhundert als Schlaup(e) (1651/1652: in villa Schlaupp), 1802 ungewöhnlich Schleuse, eingedeutscht. In der Zwischenkriegszeit wurde pod Bralinem (bei Bralin) im Namen hinzugefügt, um es vom benachbarten, großpolnischen Słupia, heute Słupia pod Kępnem, zu unterscheiden.
Schlaupe gehörte von 1818 bis 1920 dem schlesischen Landkreis Groß Wartenberg an. Mit dem überwiegend polnischsprachigen Ostteil des Landkreises wurde Słupia pod Bralinem zum 10. Januar 1920 infolge des Versailler Vertrags vom Deutschen Reich an das wiedergegründete Polen abgetreten. Seitdem ist Słupia pod Bralinem mit der Woiwodschaft Posen bzw. Großpolen verbunden, zunächst im Powiat Kępiński.
Im Jahr 1921 gab es in der Gemeinde Słupia pod Bralinem im Powiat Kępno 77 Häuser mit 538 Einwohnern, davon waren 446 deutscher und 92 polnischer Nationalität, 525 waren römisch-katholisch, 13 evangelisch.
Beim Überfall auf Polen 1939 wurde das Gebiet von den Deutschen besetzt und dem Landkreis Kempen im Reichsgau Wartheland zugeordnet.
Von 1975 bis 1998 gehörte Słupia pod Bralinem zur Woiwodschaft Kalisz.